# Stromnetzentgeltverordnung
Die Stromnetzentgeltverordnung (StromNEV), eine deutsche Verordnung über die Entgelte für den Zugang zu Elektrizitätsversorgungsnetzen, regelt im liberalisierten Energiemarkt die Ermittlung der Netznutzungsentgelte für die Durchleitung von Strom durch die Netze der Stromnetzbetreiber zu den Verbrauchern. Sie wurde im Zuge der Neuformulierung des Energiewirtschaftsgesetzes notwendig und hat die ursprünglich auf nichtstaatlicher Ebene festgelegten Regelungen der Verbändevereinbarung über Netznutzungsentgelte durch eine staatliche Festlegung ersetzt.
Die StromNEV trat am 29. Juli 2005 in Kraft. Die Bestimmungen dieser Verordnung werden ergänzt durch die Anreizregulierungsverordnung (ARegV), die die seit 1. Januar 2009 anwendbare Anreizregulierung umsetzt.

## § 5 IV StromNEV Kompensationsregelung

### Die Kompensationsregelung
Im Sommer 2011 wurde im Zuge der Arbeiten am Gesetz „Über Maßnahmen zur Beschleunigung des Netzausbaus Elektrizitätsnetze“ erstmals eine optionale Kompensationsregelung in die Stromnetzentgeltverordnung (StromNEV) eingefügt. Diese Regelung dient der Anerkennung von Zahlungen der Netzbetreiber an Städte und Gemeinden zur Erhöhung der Akzeptanz des notwendigen Übertragungsnetz- und Verteilnetzausbaus. Unter bestimmten Voraussetzungen können Vorhabenträger seither einen monetären Nachteilsausgleich an Standortgemeinden entrichten. Auf Basis einer Vereinbarung mit dem zuständigen Vorhabenträger ist es durch diese Regelung möglich Städte oder Gemeinden, bzw. Interessenverbänden von Städten und Gemeinden, eine Geldzahlung in Höhe von max. 40.000 Euro pro Freileitungskilometer auszuzahlen. Voraussetzung für die Auszahlung ist die Errichtung einer planfeststellungsbedürftigen Hochspannungsfreileitung (380 kV) auf dem Hoheitsgebiet der betroffenen Standortgemeinde, die nach Maßgabe des § 43 Nr. 1 EnWG tatsächlich in Betrieb genommen worden sein muss. Die Vorhabenträger können eine solche Auszahlung im Rahmen der Anreizregulierung bei der Bundesnetzagentur geltend machen, sodass schließlich die Kosten für die Ausgleichszahlung über die Netznutzungsentgelte weitergegeben werden. Vorteilhaft für die begünstigte Standortgemeinde ist es, dass die Mittelverwendung grundsätzlich in ihrer Autonomie verbleibt.

### Kritik
Die Norm steht in vielerlei Hinsicht in der Kritik. Beispielsweise wirft die Kompensation strafrechtliche, steuerrechtliche als auch verfassungsrechtliche Fragestellungen auf. Aufgrund der fehlenden rechtlichen Verpflichtung zur Anwendung von § 5 Abs. 4 StromNEV, sehen sich bspw. die Amtsträger der Gemeinden dem Straftatbestand der Vorteilsannahme (331, 333 StGB) sowie der Untreue (§ 266 StGB) ausgesetzt.
Rechtlich fragwürdig ist darüber hinaus, ob und in welchem Umfang vom Netzausbau betroffene Standortgemeinden überhaupt durch finanzielle Anreize gefördert werden dürfen. Zwar liegt kein Austausch von Geld gegen Wohlwollen vor, dennoch ist die Wirksamkeit dieser Zahlung völlig ungewiss. Skepsis ist auch vorhanden, weil die Kompensation vollständig in die Stromnetzentgelte einfließt. Dies führt – wenn auch in sehr geringem Maß – zu steigenden Strompreisen. Der Hauptkritikpunkt ist aber, dass die Kompensationszahlung mit den Grundsätzen des Entschädigungsrechts kollidiert und hätte insoweit in einem Gesetz, anstatt in einer Verordnung eingebettet werden müssen.

## § 19 Sonderformen der Netznutzung

### Individuelle Netznutzungsentgelte
Besonders bekannt ist der § 19 der StromNEV, der im Absatz 2 Bedingungen einer atypischen Netznutzung beinhaltet, nach dem sich große Stromverbraucher teilweise von den Netzentgelten befreien lassen können. Die Bedingung ist zum einen erfüllt, wenn der Höchstlastbeitrag des Letztverbrauchers zeitlich von der Jahreshöchstlast aller Entnahmen aus dieser Netz- bzw. Umspannebene abweicht. Die Netzbetreiber veröffentlichen aus diesem Grund ihre Höchstlastzeitfenster nach Netzebenen und energiewirtschaftlichen Jahreszeiten (Winter, Frühling, Sommer, Herbst). Anhand dieser Zeitfenster können die gemessenen und prognostizierten Lastverläufe des Letztverbrauchers dahingehend analysiert werden, ob die Bedingungen erfüllt sind. Ein ab 1. Januar 2014 wirksamer Beschluss der Bundesnetzagentur legt fest, dass eine Erheblichkeitsschwelle für die Lastreduzierung (z. B. bei Mittelspannung mindestens 20 Prozent) und eine Mindestlastverlagerung von 100 Kilowatt erreicht werden müssen. Zur Berechnung des Netznutzungsentgelts wird in diesem Fall nicht die Jahreshöchstleistung, sondern die Höchstleistung innerhalb der Höchstlastzeitfenster der Netzebene herangezogen. Die letztlich zu zahlenden Netzentgelte müssen jedoch mindestens 20 Prozent der veröffentlichten allgemeinen Netzentgelte betragen.
Weiterhin sieht der Absatz 2 reduzierte individuelle Netznutzungsentgelte für große Abnahmemengen vor. Betreiber von Elektrizitätsversorgungsnetzen haben Letztverbrauchern diese individuellen Entgelte anzubieten, sofern der Stromverbrauch an einer Abnahmestelle jährlich zehn Gigawattstunden übersteigt und die Benutzungsstundenzahl mehr als 7.000 Stunden beträgt.

### §19-Umlage
Die den Netzbetreibern daraus entstehenden Kosten werden auf die übrigen Letztverbraucher umgelegt. Diese Umlage nach § 19 Abs. 2 StromNEV wird als Paragraph-19-Umlage oder §19-Umlage bezeichnet. Die Höhe der Umlage ist abhängig vom Stromverbrauch.
Bei der Höhe der Umlage wird zwischen drei Verbrauchergruppen unterschieden abhängig vom jährlichen Stromverbrauch:
- Letztverbrauchergruppe A': bis einschließlich 1.000.000 kWh (ab 2016).
- Letztverbrauchergruppe B': über 1.000.000 kWh (ab 2015).
- Letztverbrauchergruppe C': über 1.000.000 kWh (ab 2015) und Letztverbraucher gehört zum Schienenverkehr oder produzierenden Gewerbe mit einem Stromkostenanteil von mehr als 4 %.

Die folgende Tabelle sowie das Diagramm zeigen die Höhe der Umlage über die Jahre.
| Jahr                                                                     | 2012  | 2013  | 2014  | 2015  | 2016  | 2017  | 2018  | 2019  | 2020  | 2021  | 2022  | 2023  | 2024  |
| ------------------------------------------------------------------------ | ----- | ----- | ----- | ----- | ----- | ----- | ----- | ----- | ----- | ----- | ----- | ----- | ----- |
| Letztverbrauchergruppe A' [Kleinere Verbraucher]                         | 0,151 | 0,329 | 0,192 | 0,237 | 0,378 | 0,388 | 0,370 | 0,305 | 0,358 | 0,432 | 0,437 | 0,417 | 0,643 |
| Letztverbrauchergruppe B' [Großverbraucher, allg.]                       | 0,050 | 0,050 | 0,050 | 0,050 | 0,050 | 0,050 | 0,050 | 0,050 | 0,050 | 0,050 | 0,050 | 0,050 | 0,050 |
| Letztverbrauchergruppe C' [Großverbr.: Schienen- verkehr, stromintensiv] | 0,025 | 0,025 | 0,025 | 0,025 | 0,025 | 0,025 | 0,025 | 0,025 | 0,025 | 0,025 | 0,025 | 0,025 | 0,025 |

Wirkung der Umlage siehe den Artikel Strompreis.

### Geschichte der Verordnung
Das Oberlandesgericht Düsseldorf hatte am 6. März 2013 entschieden, dass die Verordnungsregelung zur Befreiung stromintensiver Unternehmen von den Netzkosten nichtig ist. Eine vollständige Befreiung von den Netzentgelten sei aus Gleichheitsgründen nicht zulässig. Auch europarechtlich sei eine nichtdiskriminierende und kostenbezogene Regelung der Netzentgelte geboten.
Am selben Tag eröffnete die EU-Wettbewerbskommission unter Joaquín Almunia ein Beihilfeprüfverfahren gegen die Regelung. Dessen Eröffnungsbericht geht davon aus, dass es sich bei der möglichen Netzentgeltbefreiung gemäß § 19 Abs. 2 Satz 2 StromNEV um eine staatliche Beihilfe für energieintensive Unternehmen handelt. Ferner stellt sie die Möglichkeit in Aussicht, dass bereits mit Einführung der Netzentgeltbefreiung für energieintensive Unternehmen im Jahr 2001, noch vor Einführung der §19-Umlage an den Letztverbraucher, solche Beihilfen gewährt worden sein könnten. Sobald der Eröffnungsbericht im Amtsblatt der EU veröffentlicht wurde, hatten Bundesregierung und sämtliche betroffene Parteien einen Monat lang die Möglichkeit zur Stellungnahme. Ende April 2013 war dies noch nicht geschehen.
Abgrenzung: Ein ähnliches EU-Verfahren sollte im Juli 2013 gegen die Ausnahme stromintensiver Betriebe von der EEG-Umlage eingeleitet werden, es wurde jedoch auf die Zeit nach der Bundestagswahl 2013 verschoben und schließlich im Dezember 2013 eröffnet.